# Petit-Nobressart
Petit-Nobressart (Luxemburgs: Kleng-Elchert, Duits: Kleinelcheroth) is een plaats in de gemeente Ell en het kanton Redange in Luxemburg.
Petit-Nobressart telt 84 inwoners (2001).